# Liste der Monuments historiques in Le Port-Marly
Die Liste der Monuments historiques in Le Port-Marly führt die Monuments historiques in der französischen Gemeinde Le Port-Marly auf.

## Liste der Bauwerke
| Bezeichnung           | Beschreibung | Standort                                   | Kennzeichnung | Schutzstatus   | Datum | Bild           |
| --------------------- | ------------ | ------------------------------------------ | ------------- | -------------- | ----- | -------------- |
| Château des Lions     | Schloss      | Avenue Simon-Vouet (Lage)                  | PA00087574    | Inscrit Classé | 1972  | weitere Bilder |
| Schloss Monte Christo |              | 1, avenue du Président-John-Kennedy (Lage) | PA00087575    | Classé         | 2016  | weitere Bilder |
| Kirche St-Louis       | Erbaut 1780  | (Lage)                                     | PA00087576    | Classé         | 1937  | weitere Bilder |

## Liste der Objekte
- Monuments historiques (Objekte) in Le Port-Marly in der Base Palissy des französischen Kultusministeriums